# 李侃 (1922年)
李侃（1922年—2010年7月1日），男，辽宁本溪人，中华人民共和国出版家、编辑。

## 生平
1946年3月，加入中国共产党，曾任中共辽东三地委宣传干事。1948年，历任中共中央东北局宣传部干事、副科长、宣传部部长秘书、办公室副主任。1954年，调北京，历任中共中央东北地方工作部组长，中共中央宣传部干事，高等教育出版社副秘书主任。1958年，调中华书局工作，历任近代史编辑组副组长（主持工作）、编审，中华书局副总编辑、总编辑，中华书局香港分局董事长，《文史知识》杂志主编，中国史学会秘书长、副会长，《中国大百科全书》历史卷分编委兼清史卷（下）主编，《中国历史学年鉴》主编等职。1998年10月离休。2010年7月1日，在北京逝世，享年88岁。